# Ernst Henne
Ernst Jakob Henne (ur. 22 lutego 1904 w Wangen im Allgäu, zm. 23 maja 2005 na wyspie Gran Canaria) – niemiecki kierowca wyścigowy i motocyklowy.

## Kariera
Henne był jednym z najbardziej utytułowanych niemieckich motocyklistów wyścigowych. W 1919 roku rozpoczął pracę jako mechanik samochodowy i motocyklowy. Rozpoczął karierę motocyklową w sezonie 1923, kończąc swój pierwszy wyścig na trzeciej pozycji. Pierwszy raz na arenie międzynarodowej wystartował na torze Monza w sezonie 1925, gdzie uplasował się na piątej pozycji. Rok później został kierowcą BMW, z którym dwukrotnie, w latach 1926–1927 zdobył tytuł Motocyklowego Mistrza Niemiec (w klasach odpowiednio 500 cm³ i 750 cm³). Henne ustanowił 76 rekordów prędkości, w tym siedem rekordów świata w swoim BMW. Pierwszy rekord – 215,182 km/h ustanowił w sezonie 1929, a ostatni – 279,503 w 1937 roku. Jego ostatni rekord poprawiono dopierow w 1951 roku.
Ernst Henne pełnił rolę kierowcy testowego Mercedes-Benz w 1934 roku. Tylko dwukrotnie dojechał do mety – był szósty w Coppa Acerbo oraz Grand Prix Czechosłowacji. Zawiedziony przebiegiem sezonu Niemiec przeniósł się do samochodu sportowego, konkretnie BMW 328. W 1936 roku odniósł zwycięstwo w Eifelrennen, a rok później w Bukareszcie oraz Chimay. Zakończył karierę w 1938 roku.